# Hostíčkov
Hostíčkov je malá vesnice, část městyse Chodová Planá v okrese Tachov v Plzeňském kraji. Nachází se asi 6,5 kilometru východně od Chodové Plané. Hostíčkov je také název katastrálního území o rozloze 8,3 km².

## Historie
První písemná zmínka o vesnici pochází z roku 1379.

## Obyvatelstvo
| Rok            | 1869 | 1880 | 1890 | 1900 | 1910 | 1921 | 1930 | 1950 | 1961 | 1970 | 1980 | 1991 | 2001 | 2011 | 2021 |
| -------------- | ---- | ---- | ---- | ---- | ---- | ---- | ---- | ---- | ---- | ---- | ---- | ---- | ---- | ---- | ---- |
| Počet obyvatel | 299  | 321  | 284  | 270  | 297  | 295  | 280  | 24   | 63   | 29   | 12   | 7    | 7    | 7    | 12   |
| Počet domů     | 45   | 49   | 49   | 49   | 50   | 50   | 53   | 52   | 52   | 7    | 5    | 5    | 5    | 7    | 8    |

## Obecní správa
Při sčítání lidu v letech 1850–1949 Hostíčkov byl samostatnou obcí v okrese Planá. V letech 1950–1960 byl osadou obce Boněnov v okrese Mariánské Lázně. V letech 1961–1979 byl osadou obce Michalovy Hory v okrese Tachov. Od 1. ledna 1980 je částí městyse Chodová Planá v okrese Tachov.

## Další fotografie

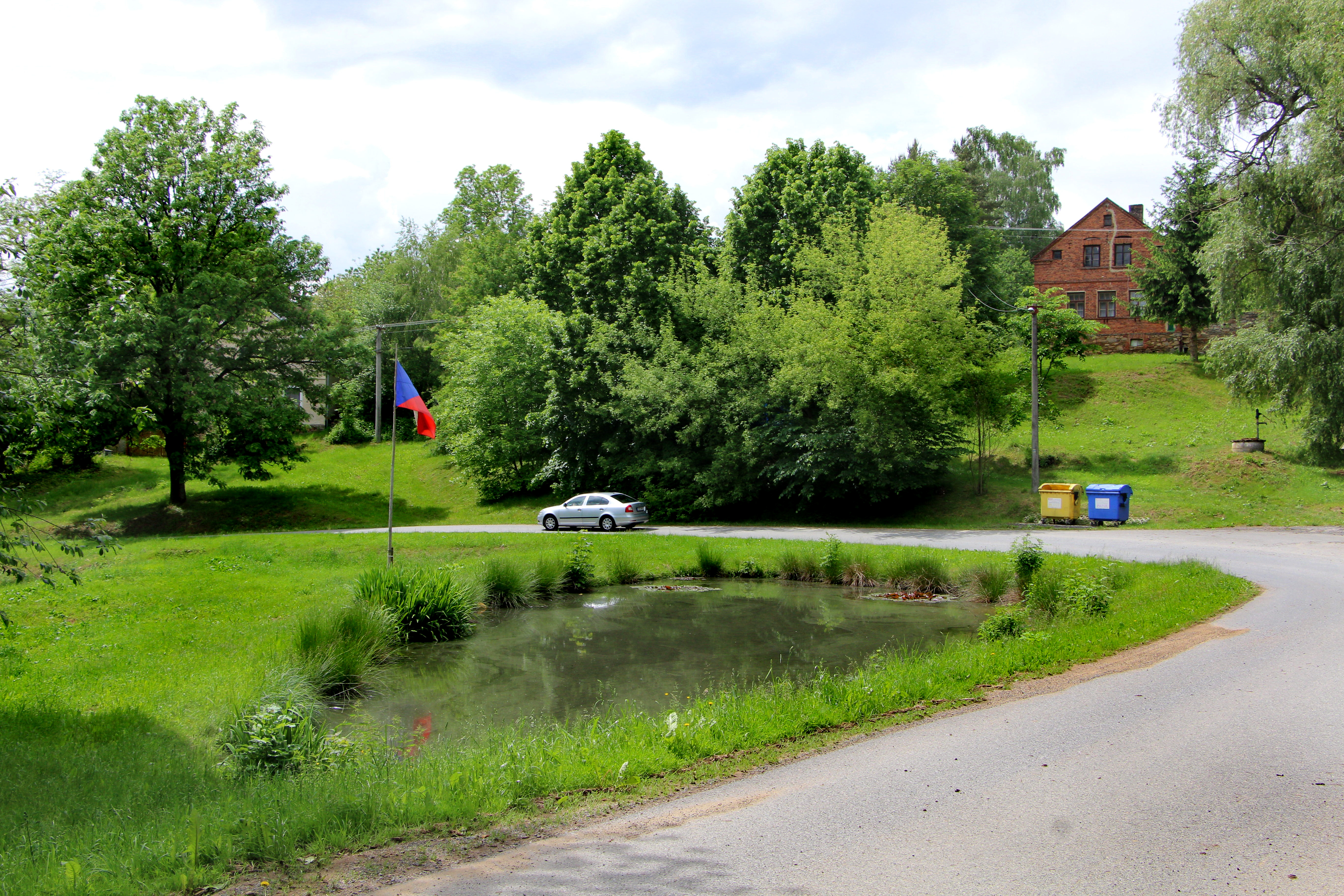
Náves s rybníčkem
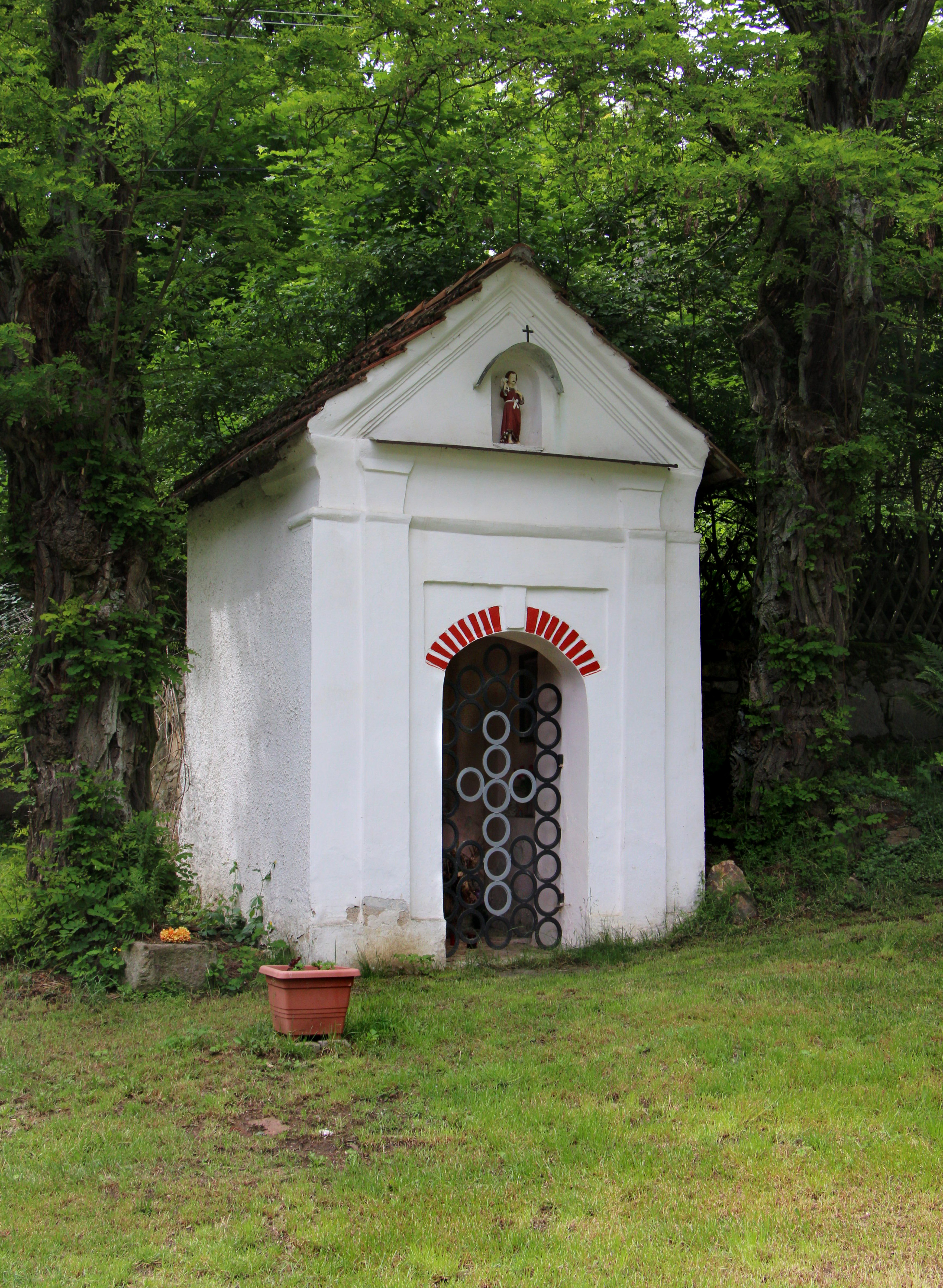
Kaple na západě vesnice
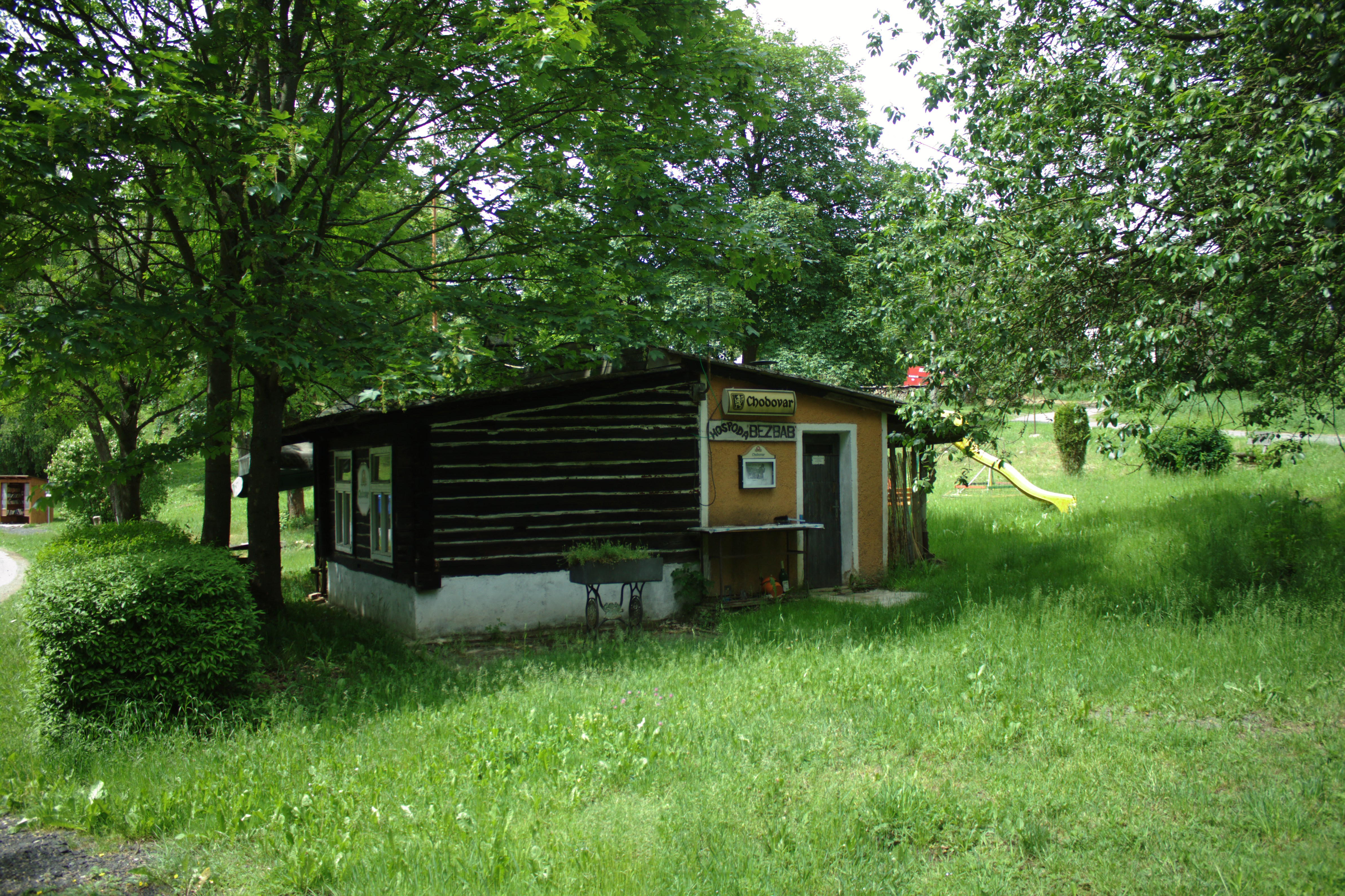
Hospoda Bezbab
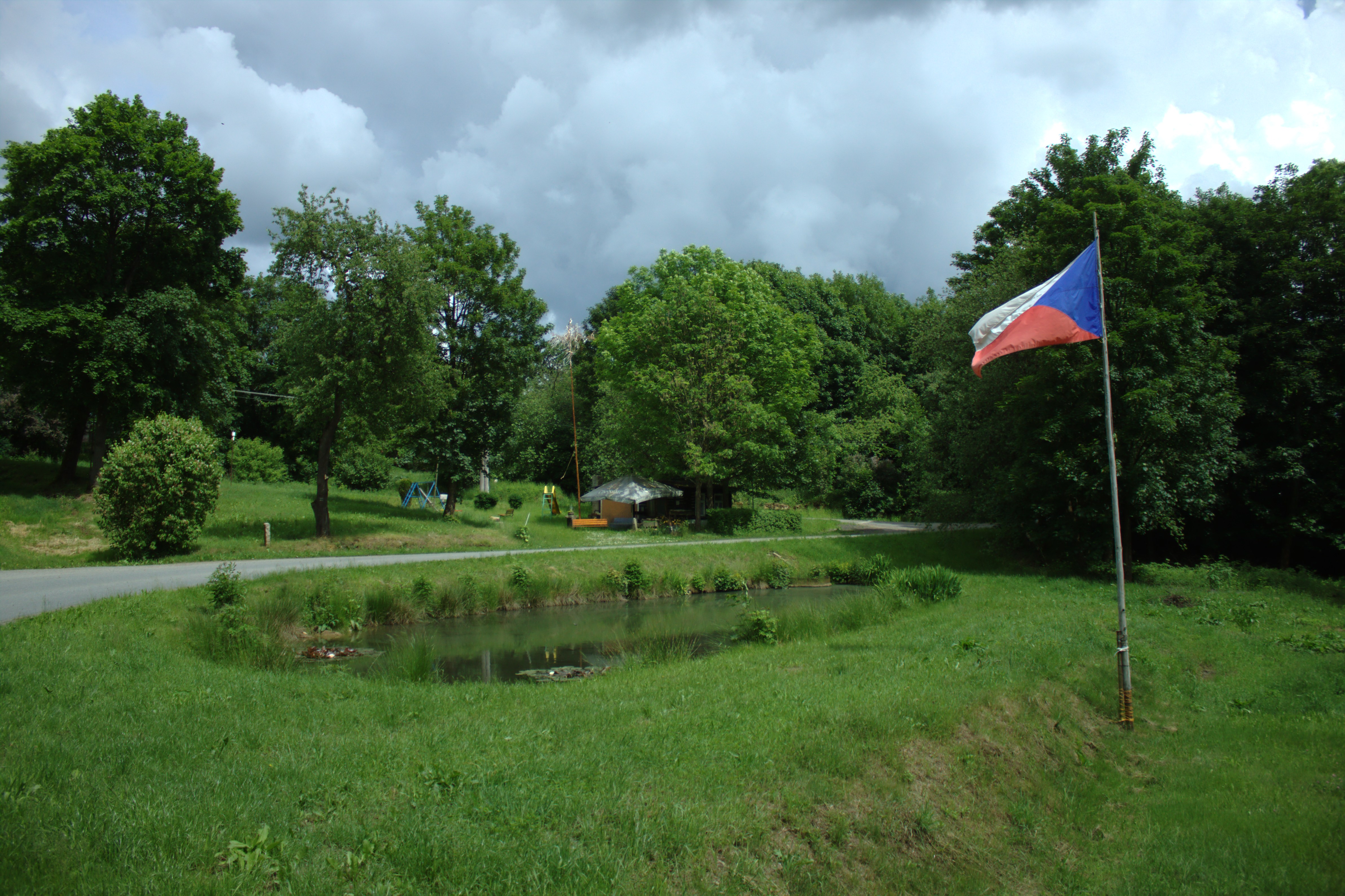
Náves od západu s rybníkem a vlajkou